# Rejon Martuni
Rejon Martuni – jednostka podziału administracyjnego Republiki Górskiego Karabachu od 1991, a w latach 1923-1991 – Nagorno-Karabachskiego Obwodu Autonomicznego. Rejon Martuni RGK poza obszarem rejonu Martuni dawnego NKOA obejmował również części rejonów Füzuli i Ağdam Azerbejdżanu.